# عين السبت
عين السبت (بالإنجليزية: Ain Sebt) هي مدينة وبلدية تابعة إداريا وإقليميا إلى دائرة بني عزيز التابعة إلى ولاية سطيف الجزائرية، تقع على بعد 72 كلم شمال شرق مدينة سطيف ، وهي بلدية يمارس سكانها الزراعة، وتربية الماشية والدواجن، والصناعة والحرف التقليدية، كما ستشهد في المستقبل القريب مشروع منطقة صناعية سيوفر الكثير من مناصب الشغل.. 

## عن البلدية
عين السبت بلدية جزائرية تابعة إقليمياً وإداريا إلى دائرة بني عزيز، الكائنة في ولاية سطيف الجزائرية ، تقع منطقة عين السبت في الجهة الشمالية الشرقية لـولاية سطيف، شمال شرق مركز الولاية مدينة سطيف و منطقة عين السبت منطقة جبلية، متوسط ارتفاعها يتراوح ما بين 700 متر فوق سطح البحر وإلى 1800 متر، وهي منطقة فلاحية وزراعية وقطب لنشاطات الصناعة والحرف التقليدية.....

## حقائق سريعة
- عين السبت بلدية جزائرية تابعة إقليمياً وإدارياً إلى دائرة بني عزيز التابعة إلى ولاية سطيف الجزائرية.
- تقع بلدية عين السبت شمال شرق الجزائر، في الجهة الشمالية الشرقية لـ عاصمة الهضاب العليا ولاية سطيف ، شمال شرق مركز الولاية مدينة سطيف الجزائرية في الجهة الشرقية من إقليم الهضاب العليا، وفي الإقليم الشمال الشرقي الجزائري.
- تقع بلدية عين السبت على دائرة عرض: 36.4925076 وخط طول: 5.6499865 وعلى ارتفاع 1200 متر فوق سطح البحر، في الموقع الفلكي 36° 28′ 57″ شمالاً، 5° 43′ 12″ شرقاً.
- يمر بـ بلدية عين السبت الطريق الوطني رقم 77 (N77).
- يوجد بـ بلدية عين السبت شبكة من الطرق البلدية والتي تربط جميع الأماكن الحضرية، والتجمعات السكانية بـ البلدية ببعضها البعض.
- يبعد مركز ولاية سطيف مدينة سطيف عن بلدية عين السبت بـ 72 كلم.

## الاقتصاد
تتميز بلدية عين السبت بتنوع الأنشطة الاقتصادية فيها، كالفلاحية منها وبجميع أنواعها من الزراعة، وتربية المواشي، والدواجن، كما تعرف المنطقة نشاطاً مميزا في مجال الصناعات التقليدية.

### الفلاحة
تعرف بلدية عين السبت نشاطات فلاحية متنوعة، كالزراعة وتربية الماشية، والدواجن، وتربية النحل..

#### الزراعة
تتميز بلدية عين السبت بكثافة وتنوع النشاط الزراعي بها..

#### تربية المواشي
تعرف بلدية عين السبت بتربية المواشي، بمختلف أنواعها، من أبقار، وماعزٍ، وضأن.

#### تربية الدواجن
تعرف بلدية عين السبت ، بكثرة مؤسسات تربية، الدواجن وبجميع أنواعها.

#### تربية النحل وإنتاج العسل
تعرف بلدية عين السبت نشاطاً متميزاً في مجال تربية النحل وإنتاج العسل الحر الطبيعي، وتعرف بجودة ووفرة هذا المنتوج...

### الصناعة التقلليدية والحرف
تتميز بلدية عين السبت بكثرة النشاط في مجال الصناعية التقليدية..

### التجارة
تعرف بلدية عين السبت مؤخرا نشاطات تجارية مختلفة...

## الثقافة
تعرف بلدية عين السبت في الآونة الأخيرة نشاط فكري وثقافي نوعي...

## ابيئة
تتميز عين السبت بتضاريسها الجبلية الوعرة، وغاباتها الكبيرة والكثيفة، والتي تتوفر على أشجار، وغطاء نباتي متنوع، وأراضي زراعية خصبة.

## جغرافيا
توجد بلدية عين السبت شمال شرق البلاد (الجزائر)، ضمن الإقليم الشمالي الشرقي الجزائري، وفي إقليم الهضاب العليا، في الجهة الشرقية من الإقليم، وبالضبط بـ عاصمة الهضاب العليا (ولاية سطيف)، في الجهة الشمالية الشرقية من الولاية، على دائرة عرض: 36.4289642 وخط طول: 5.6050079، وعلى ارتفاع 1200 متر فوق سطح البحر.

### الموقع
توجد بلدية عين السبت ضمن دائرة بني عزيز الواقعة يـ عاصمة الهضاب العليا ولاية سطيف الكائنة الجمهورية الجزائرية الديمقراطية الشعبية، على دائرة عرض: 36.4289642 وخط طول: 5.6050079، ويقدر ارتفاعها عن سطح البحر بحوالي 1200 م، وتتواجد البلدية في منطقة جبلية وعرة، ضمن سلسلة جبال الأطلس التلي.
* الموقع الجغرافي:
عين السبت Ain Sebt
- الإحداثيات: 36°28′57″N 5°43′12″E / 36.48250°N 5.72000°E

- الموقع الفلكي: 36° 28′ 57″ شمالاً، 5° 43′ 12 شرقاً

- دائرة عرض: 36.4289642
- خط طول: 5.6050079
- الارتفاع: 1200

### الطبوغرافيا
تقع بلدية عين السبت شمال شرق الجزائر، شمال شرق عاصمة الهضاب العليا ولاية سطيف، شمال شرق مركز ولاية سطيف مدينة سطيف على دائرة عرض: 36.4289642 وخط طول: 5.6050079، وعلى ارتفاع 1200 متر فوق سطح البحر، في الموقع الفلكي: 36° 28′ 57″ شمالاً، 5° 43′ 12 شرقاً، بـ إقليم الهضاب العليا، في الجهة الشرقية منه، وضمن الإقليم الشمال الشرقي الجزائري، تكثر بها التجمعات السكانية، والأماكن الحيوية، وتتمركز في كل أماكن قطر المنطقة، وسطاً، وشمالاً وجنوباً، وشرقاً، وغرباً...

## مناخ
- مناخ عين السبت (أقاليم مناخية: Csa)

* الطقس: عين السبت Ain Sebt
تتميز بلدية عين السبت بشتاء بارد وممطر، كما تعرف المنطقة هطول ثلوج كثيفة لأيام عديدة من فصل الشتاء، وبداية فصل الربيع «كالعديد من المناطق الداخلية الجزائرية»، أما فصل الصيف فهو حار نسبيا وجاف.
| البيانات المناخية لـبلدية عين السبت                                                                        | البيانات المناخية لـبلدية عين السبت | البيانات المناخية لـبلدية عين السبت | البيانات المناخية لـبلدية عين السبت | البيانات المناخية لـبلدية عين السبت | البيانات المناخية لـبلدية عين السبت | البيانات المناخية لـبلدية عين السبت | البيانات المناخية لـبلدية عين السبت | البيانات المناخية لـبلدية عين السبت | البيانات المناخية لـبلدية عين السبت | البيانات المناخية لـبلدية عين السبت | البيانات المناخية لـبلدية عين السبت | البيانات المناخية لـبلدية عين السبت | البيانات المناخية لـبلدية عين السبت |
| الشهر | يناير                               | فبراير                              | مارس                                | أبريل                               | مايو                                | يونيو                               | يوليو                               | أغسطس                               | سبتمبر                              | أكتوبر                              | نوفمبر                              | ديسمبر                              | المعدل السنوي                       |
| --- | ----------------------------------- | ----------------------------------- | ----------------------------------- | ----------------------------------- | ----------------------------------- | ----------------------------------- | ----------------------------------- | ----------------------------------- | ----------------------------------- | ----------------------------------- | ----------------------------------- | ----------------------------------- | ----------------------------------- |
| الدرجة القصوى °م (°ف)                                                                                      | 19.3 (66.7)                         | 21.0 (69.8)                         | 24.1 (75.4)                         | 28.3 (82.9)                         | 32.0 (89.6)                         | 31.6 (88.9)                         | 33.5 (92.3)                         | 38.0 (100.4)                        | 35.2 (95.4)                         | 32.0 (89.6)                         | 23.0 (73.4)                         | 20.7 (69.3)                         | 38.0 (100.4)                        |
| متوسط درجة الحرارة الكبرى °م (°ف)                                                                          | 8.5 (47.3)                          | 9.0 (48.2)                          | 10.9 (51.6)                         | 11.2 (52.2)                         | 12.1 (53.8)                         | 18.6 (65.5)                         | 24.0 (75.2)                         | 30.7 (87.3)                         | 22.1 (71.8)                         | 15.2 (59.4)                         | 10.6 (51.1)                         | 7.3 (45.1)                          | 15.0 (59.0)                         |
| المتوسط اليومي °م (°ف)                                                                                     | 6.1 (43.0)                          | 7.1 (44.8)                          | 8.6 (47.5)                          | 9.4 (48.9)                          | 12.6 (54.7)                         | 17.5 (63.5)                         | 20.2 (68.4)                         | 18.2 (64.8)                         | 16.4 (61.5)                         | 11.4 (52.5)                         | 10.4 (50.7)                         | 8.9 (48.0)                          | 12.2 (54.0)                         |
| متوسط درجة الحرارة الصغرى °م (°ف)                                                                          | 3.6 (38.5)                          | 2.1 (35.8)                          | 2.2 (36.0)                          | 3.5 (38.3)                          | 8.0 (46.4)                          | 9.3 (48.7)                          | 12.3 (54.1)                         | 15.6 (60.1)                         | 10.7 (51.3)                         | 9.5 (49.1)                          | 6.1 (43.0)                          | 3.4 (38.1)                          | 7.2 (45.0)                          |
| أدنى درجة حرارة °م (°ف)                                                                                    | −6.0 (21.2)                         | −7.6 (18.3)                         | −4.0 (24.8)                         | −2.2 (28.0)                         | 1.0 (33.8)                          | 4.0 (39.2)                          | 6.7 (44.1)                          | 9.0 (48.2)                          | 7.0 (44.6)                          | 2.0 (35.6)                          | −4.0 (24.8)                         | −5.0 (23.0)                         | −7.6 (18.3)                         |
| الهطول مم (إنش)                                                                                            | 58.6 (2.31)                         | 52.3 (2.06)                         | 54.8 (2.16)                         | 45.2 (1.78)                         | 35.5 (1.40)                         | 16.9 (0.67)                         | 7.9 (0.31)                          | 10.2 (0.40)                         | 24.4 (0.96)                         | 26.4 (1.04)                         | 30.5 (1.20)                         | 60.1 (2.37)                         | 422.8 (16.66)                       |
| متوسط الأيام الممطرة (≥ 1 mm)                                                                              | 9                                   | 7                                   | 6                                   | 7                                   | 10                                  | 5                                   | 8                                   | 9                                   | 16                                  | 14                                  | 18                                  | 22                                  | 131                                 |
| متوسط الأيام المثلجة (≥ 1 cm)                                                                              | 22                                  | 18                                  | 19                                  | 16                                  | 0                                   | 0                                   | 0                                   | 0                                   | 1                                   | 4                                   | 8                                   | 10                                  | 98                                  |
| متوسط الرطوبة النسبية (%)                                                                                  | 67.9                                | 55.3                                | 60.1                                | 60.6                                | 54.0                                | 43.8                                | 34.8                                | 40.9                                | 52.9                                | 54.3                                | 63.8                                | 67.7                                | 54.7                                |
| المصدر #1: الإدارة الوطنية للمحيطات والغلاف الجوي (فترة : 1961–1990)                                       |                                     |                                     |                                     |                                     |                                     |                                     |                                     |                                     |                                     |                                     |                                     |                                     |                                     |
| المصدر #2: climatebase.ru (الدرجات القصوى، الرطوبة) المصدر الثالث : Climate Zone (الأيام الممطرة والمثلجة) |                                     |                                     |                                     |                                     |                                     |                                     |                                     |                                     |                                     |                                     |                                     |                                     |                                     |

## مواضيع ذات صلة

### وصلات داخلية
- ولاية سطيف
- دائرة بني عزيز

## وصلات خارجية
- موقع ولاية سطيف
- مدونة التربية والتعليم (موقع مديرية التربية لولاية سطيف)
- مديرية التجارة لولاية سطيف
- إذاعة سطيف (البث الحي)
- موقع وزارة الداخلية والجماعات المحلية والتهيئة العمرانية الجزائرية
- موقع وزارة السكن والعمران والمدينة الجزائرية
- موقع وزارة البيئة والطاقات المتجددة الجزائرية
- موقع وزارة الفلاحة والتنمية الرفيفية والصيد البحري الجزائرية
- موقع وزارة التجارة الجزائرية
- موقع وزارة الصناعة والمناجم الجزائرية
- موقع وزارة السياحة والصناعة التقليدية الجزائرية
- موقع وزارة الصحة، السكان و اصلاح المستشفيات الجزائرية
- موقع وزارة العمل، التشغيل و الضمان الاجتماعي الجزائرية
- موقع وزارة العدل الجزائرية
- موقع وزارة المالية الجزائرية
- موقع وزارة الطاقة الجزائرية
- موقع وزارة الشؤون الدينية و الاوقاف الجزائرية
- موقع وزارة التربية الوطنية الجزائرية
- موقع وزارة التعليم العالي و البحث العلمي الجزائرية
- موقع وزارة التكوين و التعليم المهنيين الجزائرية
- موقع وزارة الثقافة الجزائرية
- موقع وزارة البريد والاتصالات السلكية واللاسلكية والتكنولوجيات والرقمنة الجزائرية
- موقع وزارة الشباب و الرياضة الجزائرية
- موقع وزارة التضامن الوطني، الاسرة و قضايا المرأة الجزائرية
- موقع وزارة الاتصال الجزائرية
- موقع وزارة الاشغال العمومية والنقل الجزائرية
- موقع وزارة الموارد المائية الجزائرية

- الموقع الرسمي لمديرية التخطيط والتهيئة العمرانية لولاية سطيف
- La Compagnie genevoise des colonies suisses de Sétif الشركة الجنيفية للمستعمرات السويسرية
- سطيف انفو - عربي، فرنسي
- السطايفي - سطيف الجزائر - فرنسي
- سطيف نت - عربي، فرنسي، أمازيغي
- سطيف - فرنسي